# Mamia Bagration
 (février 2014).
Si vous disposez d'ouvrages ou d'articles de référence ou si vous connaissez des sites web de qualité traitant du thème abordé ici, merci de compléter l'article en donnant les références utiles à sa vérifiabilité et en les liant à la section « Notes et références ».
Mamia Bagration, aussi appelé Manuel Bagration (mort en 1314), est un prince géorgien du XIVe siècle de la famille des Bagrations.
Mamia Bagration est le troisième fils du roi Démétrius II de Géorgie et de sa première épouse, une fille de l'empereur grec de Trébizonde Manuel Ier Grand Comnène.
Pour des raisons inconnues, son demi-frère cadet Georges devient roi associé à son frère aîné David VIII de Géorgie, privant de cette manière Manuel de la couronne.
Mamia Bagration est mort en 1314, sans descendance connue.